# 科布爾斯基爾 (紐約州)
科布爾斯基爾（英語：Cobleskill）是一個位於美國紐約州斯科哈里縣的鎮。

## 人口
根據2020年美國人口普查的數據，科布爾斯基爾的面積為79.73平方千米，當中陸地面積為79.27平方千米，而水域面積為0.46平方千米。當地共有人口6086人，而人口密度為每平方千米76人。